# Concord, Michigan
Concord är en bykommun i Jackson County i den amerikanska delstaten Michigan med en yta av 4,2 km² och en folkmängd, som uppgår till 1 050 invånare (2010).